# Сан Витале (Парма)
Сан Витале је насеље у Италији у округу Парма, региону Емилија-Ромања.
Према процени из 2011. у насељу је живело 225 становника. Насеље се налази на надморској висини од 249 м.